# Calpiogna
Calpiogna era una comuna suiza del cantón del Tesino ubicada en el distrito de Leventina, círculo de Faido. Limitaba al norte con la comuna de Blenio, al este con Campello, al sur con Faido y al oeste con Mairengo.
Formaban parte del territorio comunal las localidades de Primadengo y Prödor.
Actualmente forma parte de la comuna de Faido.